# زیرآبروک
زیرآبروک (نام علمی: Cinclus) نام یک سرده از زیرراسته پرنده آوازخوان است.

## گونه‌ها
- زیرآبروک گلوسفید یا White-throated Dipper, Cinclus cinclus
- زیرآبروک قهوه‌ای Cinclus pallasii
- زیرآبروک آمریکایی Cinclus mexicanus
- زیرآبروک سرسفید یا White-capped dipper, Cinclus leucocephalus
- زیرآبروک گلوحنایی یا Rufous-throated dipper, Cinclus schulzi